# Michail Pavlovič Ruský
Michail Pavlovič Ruský (8. února 1798 Petrohrad – 9. září 1849 Varšava) byl ruský velkokníže, desáté dítě a čtvrtý syn Pavla I. Ruského a jeho druhé manželky Žofie Doroty Württemberské, která přijala jméno Marie Fjodorovna. Byl mladším bratrem dvou carů, Alexandra I. a Mikuláše I., a sporného cara Konstantina I.

## Původ, mládí

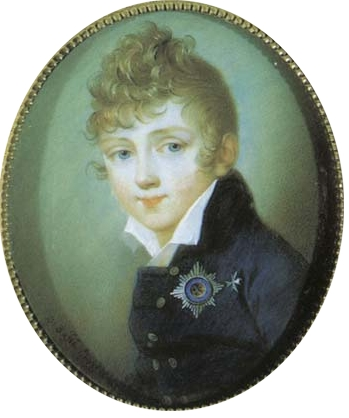
Michail Pavlovič, 1809

Velkokníže Michail Pavlovič se narodil 8. února 1798 v Zimním paláci v Rusku. Byl nejmladším dítětem a synem ruského cara Pavla I. a jeho manželky Marie Fjodorovny (rozené Žofie Doroty Württemberské).
Michail byl jediným ze svých sourozenců, který se narodil „v purpuru“, tedy v době, kdy byl jeho otec carem. Jeho kmotry byli jeho starší bratr Alexandr a sestra Alexandra, která zastupovala jejich babičku princeznu Bedřišku Braniborsko-Schwedtskou (ta zemřela o měsíc později).
Michail a jeho nejmladší sourozenci byli vychováváni v přísném prostředí, v němž hrály velkou roli tělesné tresty. Jeho učitelem byl generál I. M. Lamzdorf, ale především ho učila jeho matka Marie Fjodorovna, která své syny učila přírodním vědám ve snaze odradit je od budování vojenské kariéry. Nakonec jim to nebylo nic platné, protože Michail a jeho bratr Mikuláš I. měli zálibu ve všem vojenském. V šestnácti letech se Michail zúčastnil tažení proti Napoleonovi.
Michail se podílel na potlačení povstání děkabristů po náhlé smrti Alexandra I. Když se k němu zpráva dostala, byl Michail ve Varšavě. Následujícího dne odjel do Petrohradu s dopisem velkoknížete Konstantina, v němž se zříkal práva na trůn. Po příjezdu se dozvěděl, že přísahu věrnosti Konstantinovi již složil. Vrátil se do Varšavy a bezvýsledně se pokoušel přesvědčit bratra, aby přijel do hlavního města. Když se 14. prosince brzy ráno vrátil, zjistil, že přísahu Mikuláši I. složily řady dělostřelců, což přimělo přívržence Konstantina k převratu. Převrat byl potlačen 3. ledna. Účastníci byli uvězněni, odsouzeni k trestu smrti nebo vypovězeni na Sibiř. Velkokníže byl členem vyšetřovací komise povstání a zasadil se o to, aby byl Wilhelmu Küchelbeckerovi, který byl odsouzen k trestu smrti za pokus o zabití velkoknížete, změněn trest na vězení a těžké práce, což se podařilo.
V letech 1826-1828 bojoval v rusko-turecké válce jako velitel gardového sboru a v listopadovém povstání. V důsledku útoku na Varšavu mu byla udělena hodnost generál-adjutanta.

## Manželství a potomci

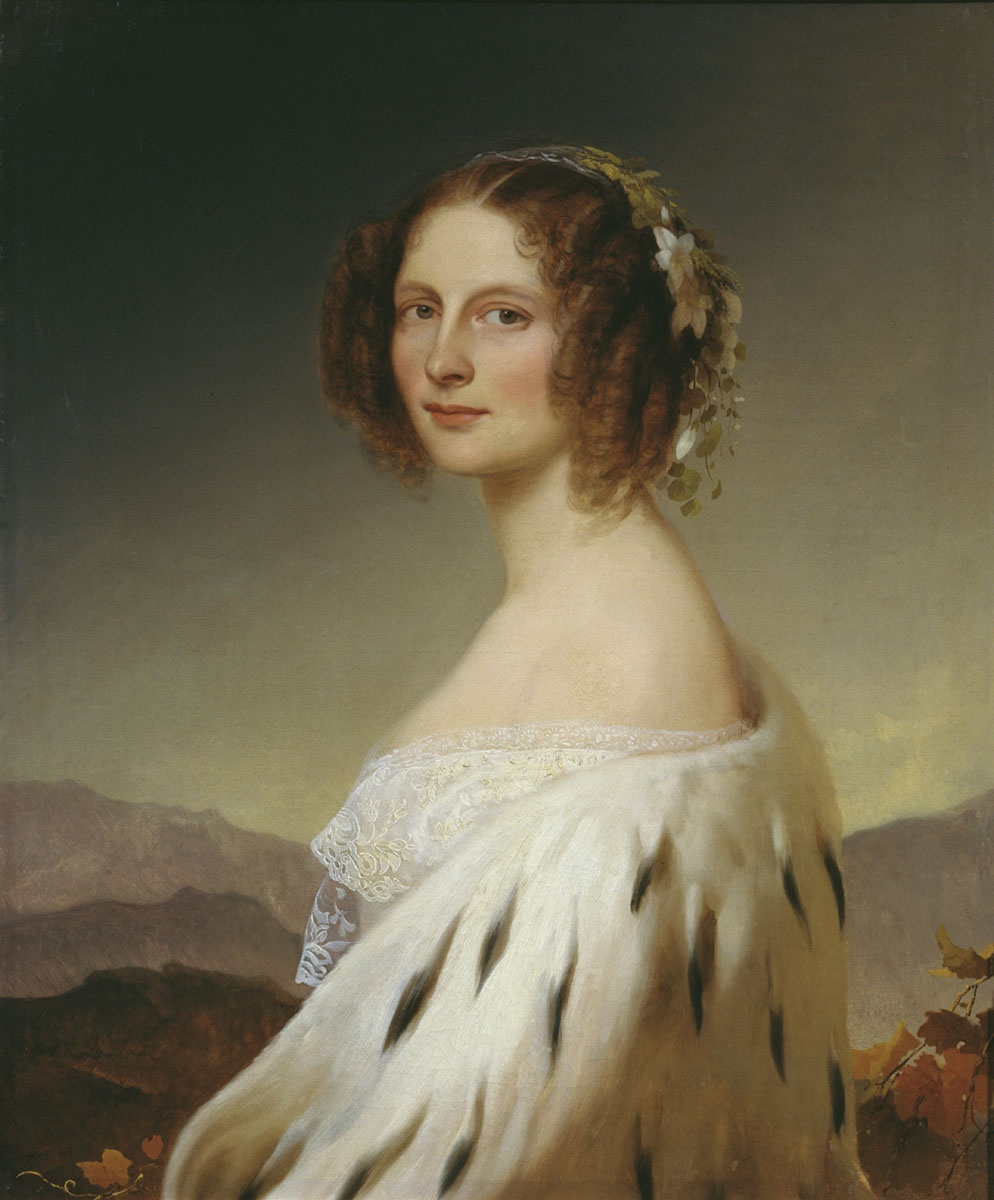
Michailova manželka Jelena Pavlovna

Michail zůstal svobodný až do svých šestadvaceti let. Carevna Marie Fjodorovna mu našla manželku v princezně Šarlotě Württemberské (1807-1873), dceři prince Pavla Württemberského a princezny Šarloty Sasko-Hildburghausenské, a byla vnučkou carevnina bratra. V roce 1822 Michail odcestoval do Stuttgartu, aby se seznámil s princeznou, kterou mnozí označovali za okouzlující ve všech směrech. Podle všeho se Michailovi jeho snoubenka nelíbila, nejspíše kvůli vlivu jeho bratra Konstantina a jeho nenávisti k německým princeznám po nevydařeném manželství s princeznou Juliánou Sasko-Kobursko-Saalfeldskou.
Bez ohledu na svůj osobní názor uposlechl matčina přání a 19. února 1824 se v Petrohradě oženil s Šarlotou, která přijala jméno Jelena Pavlovna.
Vztahy mezi manželi se nezlepšily. Michailova nevšímavost k manželce, které se za každou cenu vyhýbal, šokovala i Konstantina, který napsal: „Postavení (Jeleny Pavlovny) uráží ženskou hrdost a jemnost, která je ženám obecně vlastní. Je to ztracená žena, pokud se nezmění politováníhodná situace, v níž se nachází.“
Jeho žena se snažila přizpůsobit manželovu vkusu, ale v zásadních otázkách se jen těžko ovládala. Přála si, aby Michail vzhledem ke svému postavení a silným vztahům s Mikulášem i Konstantinem hrál vážnější roli ve státních záležitostech, ale on zůstal oddaný armádě. Velkokníže byl v carské rodině oblíbený. V podstatě laskavý muž, nebyl však znám jako příjemný komunikátor a často byl vnímán jako nevychovaný. Navzdory svým názorům na manželku se s manželstvím smířil a „odpustil jí, že byla vybrána za jeho ženu."
Manželé měli pět dětí, všechny dcery, z nichž čtyři zemřely dříve, než Michail a Jelena, včetně dvou, které zemřely v dětském věku:
- 1. Marie Michajlovna Ruská (9. 3. 1825 Moskva – 19. 11. 1846 Vídeň), svobodná a bezdětná
- 2. Alžběta Michajlovna Ruská (26. 5. 1826 Moskva – 18. 1. 1845 Wiesbaden)
  - ⚭ 1844 Adolf Lucemburský (24. 7. 1817 Wiesbaden – 17. 11. 1905 Lenggries), velkovévoda lucemburský v letech 1890–1905 a poslední vládnoucí nasavský vévoda v letech 1839–1866
- 3. Kateřina Michajlovna Ruská (28. 8. 1827 Petrohrad – 12. 5. 1894 tamtéž)
  - ⚭ 1851 Jiří August Meklenbursko-Střelický (11. 1. 1824 Neustrelitz – 20. 6. 1876 Petrohrad)
- 4. Alexandra Michajlovna Ruská (28. 1. 1831 Moskva – 27. 3. 1832 tamtéž)
- 5. Anna Michajlovna Ruská (27. 10. 1834 Moskva – 22. 3. 1836 Petrohrad)

Michail měl také dceru s milenkou Karolinou Karlovnou Stieglitzovou:
- Naděžda Michajlovna Junina (1. prosince 1843 – 9. července 1908), kterou adoptoval Alexander von Stieglitz se svou ženou. Později se provdala za Alexandra Polovcova a měla další děti.

Michail je prostřednictvím své dcery Kateřiny prapraprapradědečkem meklenburského vévody Georga Borwina, který je současnou hlavou rodu Meklenbursko-Střelických.

## Michajlovský palác
Michailův otec Pavel I. od jeho narození odkládal peníze na palác, který by se hodil pro syna vládnoucího cara. Pavel I. nestihl stavbu paláce dokončit, než byl v roce 1801, kdy Michailovi byly tři roky, zavražděn. Palác mu poté daroval Alexandr I.
Michajlovský palác postavil Carlo Rossi v letech 1819 až 1825 a Michail v něm bydlel se svou rodinou. Po smrti carevny vdovy Marie Fjodorovny byl Pavlovský palác odkázán Michailovi. On i jeho manželka palác často navštěvovali. Po jeho smrti byl Michajlovský palác prodán státní pokladně a nyní je ve vlastnictví Ruského muzea.

## Nemoc a smrt
Ačkoli velkoníže vypadal silný, nebyl nijak zvlášť zdravý. V roce 1819 prodělal vážnou nemoc, kterou si léčil v horkých pramenech v Karlových Varech. V roce 1837 se několik měsíců léčil v evropských letoviscích; bez ohledu na to však stále trpěl. Michail se často vysmíval doporučením svých lékařů a ne vždy se jimi řídil. Mikuláš I. napsal: „Blížící se příjezd Michaila Pavloviče je pro nás místo radosti spíše ve znamení smutku, neboť se vrací, aniž by dokončil své léčení, které bude muset začít znovu, pokud, jak je třeba věřit, nezmění zde svůj způsob života a špatné návyky.“
Smrt dcery Alžběty v roce 1845 při porodu byla pro rodinu šokem. Následujícího roku mu ve Vídni zemřela ve věku 21 let v náručí jeho nejstarší dcera Marie, která celý život trpěla špatným zdravotním stavem. Michail začal trpět krvácením z nosu a o tři roky později se nervově zhroutil.
I přes své zhoršující se zdraví trval velkokníže na tom, že v červenci 1849 odcestuje do Varšavy, aby se věnoval své gardě a granátnickému sboru. Během inspekce mu začala dřevěnět ruka a byl převezen do paláce Belveder. Dva a půl týdne byl Michail ochrnutý a bojoval o život. Do Varšavy přijela jeho manželka a dcera Kateřina, která strávila poslední dny u jeho lůžka. Velkokníže Michail Pavlovič zemřel 9. září 1849.
Tělo velkoknížete bylo 16. září převezeno parníkem ze Štětína do Petrohradu, kde bylo pohřbeno v Petropavlovské katedrále. Armáda a gardisté nosili tři měsíce smuteční oděv a carská rodina truchlila celý rok. Zdálo se, že jeho smrt měla velký vliv na Mikuláše I., který se snadno unavil a zešedivěl.

## Vývod z předků
|                        |                                       |  |                                           |                                           |  |  |  |  |  |  |  | Fridrich IV. Holštýnsko-Gottorpský |
|                        |                                       |  |                                           |                                           |  |  |  |  |  |  |  |                                    |
|                        | Karel Fridrich Holštýnsko-Gottorpský  |  |                                           |                                           |  |  |  |  |  |  |  |                                    |
|                        |                                       |  |                                           |                                           |  |  |  |  |  |  |  |                                    |
|                        |                                       |  |                                           | Hedvika Žofie Švédská                     |  |  |  |  |  |  |  |                                    |
|                        |                                       |  |                                           |                                           |  |  |  |  |  |  |  |                                    |
|                        | Petr III. Ruský                       |  |                                           |                                           |  |  |  |  |  |  |  |                                    |
|                        |                                       |  |                                           |                                           |  |  |  |  |  |  |  |                                    |
|                        |                                       |  |                                           | Petr I. Veliký                            |  |  |  |  |  |  |  |                                    |
|                        |                                       |  |                                           |                                           |  |  |  |  |  |  |  |                                    |
|                        | Anna Petrovna                         |  |                                           |                                           |  |  |  |  |  |  |  |                                    |
|                        |                                       |  |                                           |                                           |  |  |  |  |  |  |  |                                    |
|                        |                                       |  |                                           | Kateřina I. Ruská                         |  |  |  |  |  |  |  |                                    |
|                        |                                       |  |                                           |                                           |  |  |  |  |  |  |  |                                    |
|                        | Pavel I. Ruský                        |  |                                           |                                           |  |  |  |  |  |  |  |                                    |
|                        |                                       |  |                                           |                                           |  |  |  |  |  |  |  |                                    |
|                        |                                       |  |                                           | Jan Ludvík I. Anhaltsko-Dornburský        |  |  |  |  |  |  |  |                                    |
|                        |                                       |  |                                           |                                           |  |  |  |  |  |  |  |                                    |
|                        | Kristián August Anhaltsko-Zerbstský   |  |                                           |                                           |  |  |  |  |  |  |  |                                    |
|                        |                                       |  |                                           |                                           |  |  |  |  |  |  |  |                                    |
|                        |                                       |  |                                           | Kristýna Eleonora Zeutschská              |  |  |  |  |  |  |  |                                    |
|                        |                                       |  |                                           |                                           |  |  |  |  |  |  |  |                                    |
|                        | Kateřina II. Veliká                   |  |                                           |                                           |  |  |  |  |  |  |  |                                    |
|                        |                                       |  |                                           |                                           |  |  |  |  |  |  |  |                                    |
|                        |                                       |  |                                           | Kristián August Holštýnsko-Gottorpský     |  |  |  |  |  |  |  |                                    |
|                        |                                       |  |                                           |                                           |  |  |  |  |  |  |  |                                    |
|                        | Johana Alžběta Holštýnsko-Gottorpská  |  |                                           |                                           |  |  |  |  |  |  |  |                                    |
|                        |                                       |  |                                           |                                           |  |  |  |  |  |  |  |                                    |
|                        |                                       |  |                                           | Albertina Frederika Bádensko-Durlašská    |  |  |  |  |  |  |  |                                    |
|                        |                                       |  |                                           |                                           |  |  |  |  |  |  |  |                                    |
| Michail Pavlovič Ruský |                                       |  |                                           |                                           |  |  |  |  |  |  |  |                                    |
|                        |                                       |  |                                           |                                           |  |  |  |  |  |  |  |                                    |
|                        |                                       |  | Fridrich Karel Württembersko-Winnentalský |                                           |  |  |  |  |  |  |  |                                    |
|                        |                                       |  |                                           |                                           |  |  |  |  |  |  |  |                                    |
|                        | Karel Alexandr Württemberský          |  |                                           |                                           |  |  |  |  |  |  |  |                                    |
|                        |                                       |  |                                           |                                           |  |  |  |  |  |  |  |                                    |
|                        |                                       |  |                                           | Eleonora Juliana Braniborsko-Ansbašská    |  |  |  |  |  |  |  |                                    |
|                        |                                       |  |                                           |                                           |  |  |  |  |  |  |  |                                    |
|                        | Fridrich II. Evžen Württemberský      |  |                                           |                                           |  |  |  |  |  |  |  |                                    |
|                        |                                       |  |                                           |                                           |  |  |  |  |  |  |  |                                    |
|                        |                                       |  |                                           | Anselm František Thurn-Taxis              |  |  |  |  |  |  |  |                                    |
|                        |                                       |  |                                           |                                           |  |  |  |  |  |  |  |                                    |
|                        | Marie Augusta Thurn-Taxis             |  |                                           |                                           |  |  |  |  |  |  |  |                                    |
|                        |                                       |  |                                           |                                           |  |  |  |  |  |  |  |                                    |
|                        |                                       |  |                                           | Maria Ludovika Anna Františka Lobkovicová |  |  |  |  |  |  |  |                                    |
|                        |                                       |  |                                           |                                           |  |  |  |  |  |  |  |                                    |
|                        | Žofie Dorota Württemberská            |  |                                           |                                           |  |  |  |  |  |  |  |                                    |
|                        |                                       |  |                                           |                                           |  |  |  |  |  |  |  |                                    |
|                        |                                       |  |                                           | Filip Vilém Braniborsko-Schwedtská        |  |  |  |  |  |  |  |                                    |
|                        |                                       |  |                                           |                                           |  |  |  |  |  |  |  |                                    |
|                        | Fridrich Vilém Braniborsko-Schwedtský |  |                                           |                                           |  |  |  |  |  |  |  |                                    |
|                        |                                       |  |                                           |                                           |  |  |  |  |  |  |  |                                    |
|                        |                                       |  |                                           | Jana Šarlota Anhaltsko-Desavská           |  |  |  |  |  |  |  |                                    |
|                        |                                       |  |                                           |                                           |  |  |  |  |  |  |  |                                    |
|                        | Bedřiška Braniborsko-Schwedtská       |  |                                           |                                           |  |  |  |  |  |  |  |                                    |
|                        |                                       |  |                                           |                                           |  |  |  |  |  |  |  |                                    |
|                        |                                       |  |                                           | Fridrich Vilém I.                         |  |  |  |  |  |  |  |                                    |
|                        |                                       |  |                                           |                                           |  |  |  |  |  |  |  |                                    |
|                        | Žofie Dorota Pruská                   |  |                                           |                                           |  |  |  |  |  |  |  |                                    |
|                        |                                       |  |                                           |                                           |  |  |  |  |  |  |  |                                    |
|                        |                                       |  |                                           | Žofie Dorotea Hannoverská                 |  |  |  |  |  |  |  |                                    |
|                        |                                       |  |                                           |                                           |  |  |  |  |  |  |  |                                    |